# Klaas van Houten
Klaas van Houten (Groningen, 26 april 1904 – Wageningen, 28 oktober 1997) was een Nederlandse uitgever, en verzetsstrijder in de Tweede Wereldoorlog. Hij bood hulp aan Joodse onderduikers in Wageningen en omgeving en speelde in de septemberdagen van 1944 een belangrijke rol bij het doorgeven van inlichtingen aan de geallieerden vanuit bezet gebied.

## Levensloop
Van Houten was de zoon van rijkslandbouwarchitect Hendrik Jan van Houten (1875-1955) en Eppiena Harmina Drenth (1880-1955). Van Houten groeide op in Winschoten totdat zijn vader in 1919 een aanstelling kreeg als lector aan de Rijkslandbouw Hoogeschool, waarna het gezin naar Wageningen verhuisde. Van Houten studeerde rechten aan de Vrije Universiteit in Amsterdam. Na zijn afstuderen kwam hij op verzoek van zijn beste vriend Karel Keuning in dienst van Zomer & Keuning, een van de grootste uitgevers van dat moment. Binnen het bedrijf klom Van Houten snel op tot de functie van adjunct-directeur.
In de meidagen van 1940 werd de drukkerij van Zomer & Keuning aan puin geschoten. De uitgever gaf hun boeken en bladen, voor zolang dat nog mocht, uit via andere drukkerijen. In de herfst van 1941 verscheen bij de Zomer & Keuning het boek 666 Het getal eens menschen van dominee Dirk Arie van den Bosch waarin vergelijkingen die gemaakt werden tussen Adolf Hitler en de antichrist werden tegengesproken. De Duitsers vatten het boek juist op als belediging. Voor Van den Bosch volgde arrestatie. Hij overleed in Kamp Amersfoort. Bij Van Houten vond alleen een huiszoeking plaats.
Van Houten begon vanaf 1941 met de hulp aan Joden. Via hem vonden tientallen Joden een onderduikplek in Wageningen en omgeving. Volgens eigen zeggen was hij verantwoordelijk voor de hulp aan 178 Joden, waaronder de bekende historicus Jacques Presser. Ook in zijn eigen huis en bij zijn ouders ving hij incidenteel Joden op. Eind 1942 kwam hij in contact met Piet Verburg en Frans van der Have die in Wageningen leiding gaven aan de Landelijke Organisatie voor Hulp aan Onderduikers. Via hen ontving Van Houten onderduikadressen en bonkaarten.
Na de Slag om Arnhem was het via drukkerij Vada mogelijk om contact te leggen met de geallieerden in Nijmegen. Van de telefoonlijn, die bekend kwam te staan als Post Max, werd veel gebruik gemaakt door het Nederlandse verzet om Duitse troepenbewegingen door te geven. Van Houten gaf zelf ook inlichtingen door. Na de evacuatie van Wageningen op 1 oktober 1944 werd de telefoonpost verplaatst naar Bennekom, dat twee weken ontruimd werd. Na de evacuatie van Wageningen bracht Van Houten de rest van de oorlog in Veenendaal door.
Na de oorlog was Van Houten directeur bij het dagblad Trouw. Daarna keerde hij terug naar Zomer & Keuning. Zijn neef Theodore van Houten tekende in 1993 Van Houtens oorlogservaringen op in het boek Er komt een andere tijd.

## Persoonlijk
Van Houten was lid van de Gereformeerde Kerken in Nederland. Hij was getrouwd met Maria Petronella Chardon (1915-2002), zus van de gefussileerde verzetsstrijder Kees Chardon. Samen kregen zij zes kinderen.
- International Standard Name Identifier: 0000 0003 9532 9986
- Nederlandse Thesaurus van Auteursnamen: 107695367
- Virtual International Authority File: 290049864